# Carlos Slim Domit
Carlos Slim Domit (Città del Messico, 28 febbraio 1967) è un imprenditore e filantropo messicano, Presidente del Consiglio di Amministrazione di Telmex, América Móvil, Grupo Carso e Grupo Sanborns.
È anche direttore generale della catena di negozi e ristoranti Sanborns.

## Biografia
È il figlio primogenito di Carlos Slim Helú e Soumaya Domit; è nato nel 1967 e ha cinque fratelli: Marco Antonio, Patricio, Soumaya, Vanessa e Johanna.
Si è diplomato in amministrazione aziendale all'Università Anáhuac.
È anche membro ed ex presidente del Consiglio dell'Instituto Nacional de Nutrición y Ciencias Médicas Salvador Zubirán, membro del Consiglio Consultivo del Centro de Estudios de Historia de México Carso, del Consiglio dell'Hospital Infantil de México Federico Gómez e del Senato della Federazione Internazionale dell'Automobile, tra le altre organizzazioni.

## Vita personale
È sposato con María Elena Torruco, con cui ha quattro figli: Carlos, Emiliano, Marielle e Nicole.
È un attivo promotore della donazione di organi.
Una delle passioni di Carlos Slim Domit è l'automobilismo, per questo motivo nel 2002 fonda la Scuderia Telmex dalle cui file sono nati talenti come Sergio Pérez, Memo Rojas Jr. ed Esteban Gutiérrez. Nel 2012, Slim Domit entra a far parte del Salón de la Fama de la Federación Mexicana de Automovilismo Deportivo A.C. (FEMADAC), per il suo prezioso appoggio e sostegno allo sport messicano e internazionale.